# Romanogobio macropterus
Romanogobio macropterus är en fiskart som först beskrevs av Kamensky, 1901.  Romanogobio macropterus ingår i släktet Romanogobio och familjen karpfiskar. Inga underarter finns listade i Catalogue of Life.